# 横山やすしフルスロットル
横山やすしフルスロットル（よこやまやすしフルスロットル）は、関西テレビで制作および放送されたスペシャルドラマである。2004年1月18日に第1弾「航跡」が、2005年3月21日に第2弾「阿波鳴門純愛物語」がいずれも関西ローカルで放映された。

## 概要
天才漫才師として讃えられるも、その型破りな数多のエピソードから最後の破滅型天才芸人と称され51歳の若さで急逝した横山やすしの、主に26歳からの10年間の青年時代にスポットをあてたこの作品は、関西テレビ開局45周年記念関西芸人ドラマスペシャル第2弾として制作された。
第1弾「航跡」では26歳～30歳の期間に焦点をあて、ライフワークとなった競艇への止むことのない情熱や、チーム結成の経緯およびその仲間たちとの関わり方についての部分と、啓子夫人とのなれそめと新家庭のスタートという人生の岐路と言える大きなテーマが軸となっており、第2弾「阿波鳴門純愛物語」では前作から10年後に移り、6歳の愛娘に対する愛情深い父親の姿と、夫を支える夫人との家族愛や、競艇仲間の悩みを我が事のように受け止めて円満に解決すべく奔走する姿など、これまで余り知られていなかった、他人を深く思いやる人情味たっぷりの優しさあふれる素顔が描かれている。
いずれも天才漫才師・横山やすしではなく、本名の木村雄二として送る実生活や素顔、プライベートで交わる人間関係にスポットを当てているのが特徴である。
第1弾において監督の木村弥寿彦は2004年度第14回関西ディレクター大賞を受賞した。

## 第1弾『航跡』
2004年1月18日 16:00-17:25帯で放送された。

### あらすじ
1970年、横山やすしは相方西川きよしとの漫才コンビやすしきよしで絶大な人気を誇っていたが、タクシー運転手への傷害事件で長期謹慎処分を受ける事となる。その最中にもこよなく愛する競艇への情熱は冷めることがなく、世間の声も気にすることなく遂には自分のレーシングチームを結成する。メンバーはやすしがスナックで飲んでいた折にからんできたチンピラに、自ら体を張って立ち向かった若いウェイター・保（松尾敏伸）や、河原で二人の練習をぼんやりと見物していたギャラリーであった。

### キャスト
- 横山やすし（木村雄二）：北村一輝
- 木村啓子：鈴木紗理奈
- 柏木保（大学生）：松尾敏伸
- 柏木保（壮年期）：桑名正博
- 沢井今日子：竹中絵里
- 高木洋一：烏川耕一
- 岡田靖雄：佐藤二朗
- 西川きよし：板尾創路
- 田所修二：磯部公彦
- 渡辺治：長原成樹
- 陣内加奈子：小椋あずさ
- 山崎元：香川直史
- 松尾令子
- 新海百合子
- スナックのママ：奈美悦子
- 春木真也：宮迫博之
- おかけんた
- おかゆうた
- 木村ひかり
- 山本浩之 （当時：関西テレビアナウンサー）
- 大橋雄介 （関西テレビアナウンサー）
- 中山美保
- 井上竜夫
- Mr.オクレ
- 前田五郎
- ぼんちおさむ

### スタッフ
- 脚本：犬童一心、小林弘利
- 撮影：山田央
- 撮影助手：小嶋公也
- 照明：高原大裕
- 照明助手：坪井大
- 音声：植田浩二
- 音声助手：曲渕正巳
- VE：平田泰一
- 編集：土田しげお
- 整音・選曲：小野慎也
- 美術デザイン：山崎博
- 装飾：中野勝
- 持道具：高橋泰
- 衣装：森 勲
- ヘアメイク：野村雅美
- スチール：軽澤政美
- タイトル：タイトルエイト
- 車両：フォレスト
- 広報：松本光正、小倉千絵
- 演出補：大城哲也、遠藤陽介、楠見彰久
- 記録：田之畑恵
- 制作補：上川栄、飯田桂子
- 制作担当：廣岡美代、北野誠也
- 制作主任：内海景
- プロデューサー補：木村深雪
- 企画協力：木村啓子、野中和夫
- プロデューサー：古市忠嗣（関西テレビ）、木山幹雄（吉本興業）、吉冨朗（東通企画）
- 演出：木村弥寿彦
- 制作協力：吉本興業、東通企画
- 制作著作：関西テレビ

## 第2弾『阿波鳴門純愛物語』
2005年3月21日、15：34～16：58帯で放送。前作が好評だったことを受けて続編として制作された。

### あらすじ
1980年、やすしと啓子の間に生まれた愛娘・光（ひかり）は健やかに成長し、6歳となった今は幼稚園の年長組に通っている。そんな光をやすしは目に入れても痛くないほどに可愛がっており、妻・啓子は二人を温かく見守っている。
とある夜、繁華街で不意にぶつかったビラ配りをするホステスが好みのタイプで、一目で気に入ったやすしは早速彼女が働く店「花ねず美」へ仲間たちと飲みに連れ立つ。
数日後、徳島県・鳴門競艇場で開催されたレースに参加したやすしのチームは、やすしが競艇の世界に足を踏み入れるきっかけとなった古くからの知人である徳さん（坂本あきら）と旧交を温めるべく、彼が主人を務める居酒屋で杯を交わす最中であったが、そこに現れたのはチームメンバーの誰もが思いもよらない人物だった。

### キャスト
- 横山やすし（木村雄二）：北村一輝
- 木村啓子：鈴木紗理奈
- 木村光：桝岡明
- 徳田五郎：坂本あきら
- 本田肇：西興一朗
- 徳田さとみ（美由紀）：井上美琴
- 西川きよし：板尾創路
- 岡田一郎：佐藤二朗
- 渡辺聡：長原成樹
- 沢田武彦：烏川耕一
- 山本明子：武藤晃子
- 田口修：森下じんせい
- 林田賢治：小籔千豊
- カラオケスナックの客：宮根誠司
- 未知やすえ
- 上野未来
- 杉山一雄（当時：関西テレビアナウンサー）
- 木村ひかり
- 宮川さゆみ
- 島木譲二
- 村上ショージ
- Mr.オクレ

### エンディング曲
- 「アンコール」：大西ユカリと新世界
- 作詞・作曲：石田長生

### スタッフ
- 音楽：森扇瀬
- 脚本：清水由紀、木村弥寿彦
- 撮影：日浅宏一
- 撮影助手：中山秀一、小嶋公也
- 照明：高原大裕
- 照明助手：坪井大、西康宏
- 音声：植田浩二
- 音声助手：曲渕正巳
- VE：平田泰一
- 編集：矢野数馬
- 整音・選曲：小野慎也
- 美術デザイン：田村正之
- 装身具：牧口和則
- 衣装：三枝裕子、笹部明子
- ヘアメイク：野村雅美、正田小百合
- スチール：安村のぞみ
- タイトル：西村厚
- 広報：大村貴子
- 演出補：本村次宏、遠藤陽介、鈴木純
- 記録：木本裕美
- 制作補：大城哲也
- 制作担当：大畑拓也
- 制作主任：廣岡美代
- プロデューサー補：内海景
- ボート指導：西田俊治
- 企画協力：木村啓子、野中和夫
- プロデューサー：古市忠嗣（関西テレビ）、牧里子（吉本興業）、吉冨朗（東通企画）
- 演出：木村弥寿彦
- 制作協力：吉本興業、東通企画
- 制作著作：関西テレビ